# Aeroportul Internațional Clayton J. Lloyd
Aeroportul Internațional Clayton J. Lloyd (IATA: AXA, ICAO: TQPF) este un aeroport din The Valley⁠(d), Anguilla ce deservește zona The Valley⁠(d). A fost numit după Clayton J. Lloyd⁠(d).
Situat la o altitudine de 39 m, aeroportul dispune de 1 pistă.

## Infrastructură

### Piste
Aeroportul dispune de o singură pistă. Pista are orientarea 10/28.